# Walter Plunkett
Walter Plunkett (Oakland, California; 5 de junio de 1902 - Santa Mónica, California; 8 de marzo de 1982) fue un diseñador de vestuario de películas estadounidense.

## Biografía

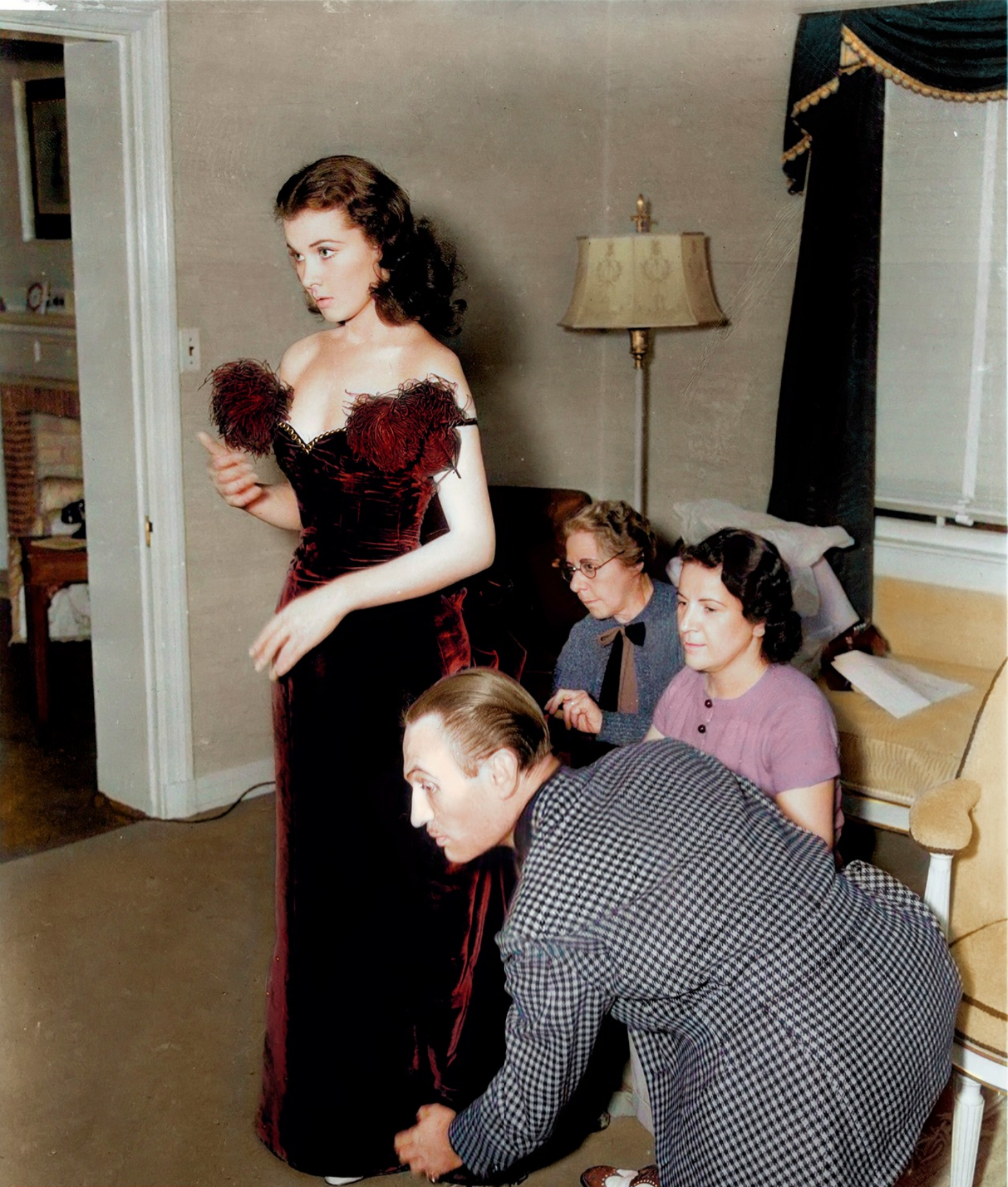
Vivien Leigh y Walter Plunkett junto con dos asistentes durante una prueba de vestuario para Lo que el viento se llevó (1938).

Durante las décadas de 1930 y 1940 fue el creador del departamento de vestuario de la RKO Pictures. Entre 1927 y 1966 diseñó el vestuario de más de 160 películas. Sus vestuarios más famosos fueron para Lo que el viento se llevó y Cantando bajo la lluvia. Fue nominado nueve veces a los premios Óscar y lo ganó en 1951 por Un americano en París. Plunkett se retiró en 1966, después de haber trabajado en películas, en Broadway, y para la Metropolitan Opera. Pasó los últimos años de su vida con su compañero sentimental Lee, a quien adoptó formalmente para que él pudiera heredar su patrimonio. Murió a los 79 años en Santa Mónica, California.

## Premios y distinciones
Premios Óscar
| Año  | Categoría                        | Película                    | Resultado |
| ---- | -------------------------------- | --------------------------- | --------- |
| 1951 | Mejor vestuario - Color          | La dinastía de los Forsyte  | Nominado  |
| 1952 | Mejor vestuario - Blanco y negro | Kind Lady                   | Nominado  |
| 1952 | Mejor vestuario - Color          | Un americano en París       | Ganador   |
| 1954 | Mejor vestuario - Blanco y negro | La actriz                   | Nominado  |
| 1954 | Mejor vestuario - Color          | La reina virgen             | Nominado  |
| 1958 | Mejor vestuario                  | El árbol de la vida         | Nominado  |
| 1959 | Mejor vestuario                  | Como un torrente            | Nominada  |
| 1962 | Mejor vestuario - Color          | Un gángster para un milagro | Nominada  |